# Tufão Surigae
O tufão Surigae ou Bising foi um poderoso ciclone tropical muito severo de categoria 5 que ameaçou a costa das Filipinas. Ele se tornou o mais forte tufão de abril já registrado.  A quarta depressão tropical, a segunda tempestade nomeada e o primeiro tufão da temporada de tufões do Pacífico de 2021, Surigae se originou de uma área de baixa pressão ao sul da ilha da Micronésia de Woleai que logo se transformou  numa depressão tropical em 12 de abril. Às 18:00 UTC+9 de 14 de abril de 2021, se transformou numa tempestade tropical e foi batizada de Surigae pela JMA.  A formação de um olho e o aumento dos ventos levaram o JMA a atualizá-lo para uma forte tempestade tropical em 13 de abril. A tormenta começou a se intensificar gradualmente e, no final de 15 de abril, Surigae tornou-se um tufão.
Após a nomeação de Surigae, avisos foram emitidos para a ilha de Yap nos Estados Federados da Micronésia e nas ilhas de Koror e Kayangel em Palau.

## História meteorológica
Em meados de abril de 2021, uma área de convecção atmosférica associada a uma área fraca de baixa pressão começou a persistir cerca de 1.150 km ao sul de Guam.  Em 10 de abril, a perturbação adquiriu bandas de chuva nascentes dentro de um ambiente exibindo baixo cisalhamento do vento, temperaturas quentes da superfície do mar entre 28 e 29°C e uma saída de ar bem estabelecida, que era propícia para mais  desenvolvimento tropical. Chuvas e tempestades continuaram a surgir em torno da circulação do vento embutida na perturbação. A Agência Meteorológica do Japão (JMA) avaliou a formação de uma depressão tropical próxima a 5° N 143° L;  na época, o sistema recém-designado estava se movendo lentamente para oeste-noroeste em torno da periferia sul de uma área de alta pressão nas latitudes subtropicais.
Devido à sua antecipada rota em águas filipinas, a Administração de Serviços Atmosféricos, Geofísicos e Astronômicos das Filipinas (PAGASA) também começou a emitir pareceres sobre a depressão tropical em 12 de abril.  O Joint Typhoon Warning Center (JTWC) emitiu um alerta de formação de ciclones tropicais mais tarde naquele dia, projetando uma alta probabilidade de um ciclone tropical significativo emergir;  a agência também avaliou o distúrbio como uma depressão tropical em 13 de abril. Uma forte faixa de chuva ao longo dos flancos boreais da depressão tropical tornou-se proeminente e cada vez mais coalescida em torno de um robusto e denso nublado central em desenvolvimento.  Às 18:00 UTC do mesmo dia, o JMA atualizou o sistema para uma tempestade tropical e nomeou-o Surigae.  Surigae também foi atualizado para uma tempestade tropical pelo JTWC nas primeiras horas de 14 de abril, citando o mesmo ambiente favorável para o desenvolvimento à medida que o sistema progredia no mar das Filipinas.  A tempestade continuou a se mover lentamente (às vezes permanecendo quase estacionária) em 14 de abril - e gradualmente se intensificou.  Sua atividade convectiva foi inicialmente deslocada para o oeste de seu centro de circulação, embora bandas de chuva adicionais e o desenvolvimento de tempestades obscurecessem posteriormente o vórtice central.
Em 15 de abril, o JMA atualizou Surigae para uma tempestade tropical severa. Uma formação de olho tornou-se aparente em imagens de satélite de Surigae mais tarde naquele dia.

Imagens de satélite mostrando o deslocamento da tormenta

Em 19 de abril, um fato raríssimo aconteceu e envolve esta tormenta.
O vulcão La Sufrière expeliu dióxido de enxofre (SO2), que por sua vez, está sendo absorvido pelo Surigae.

## Impactos

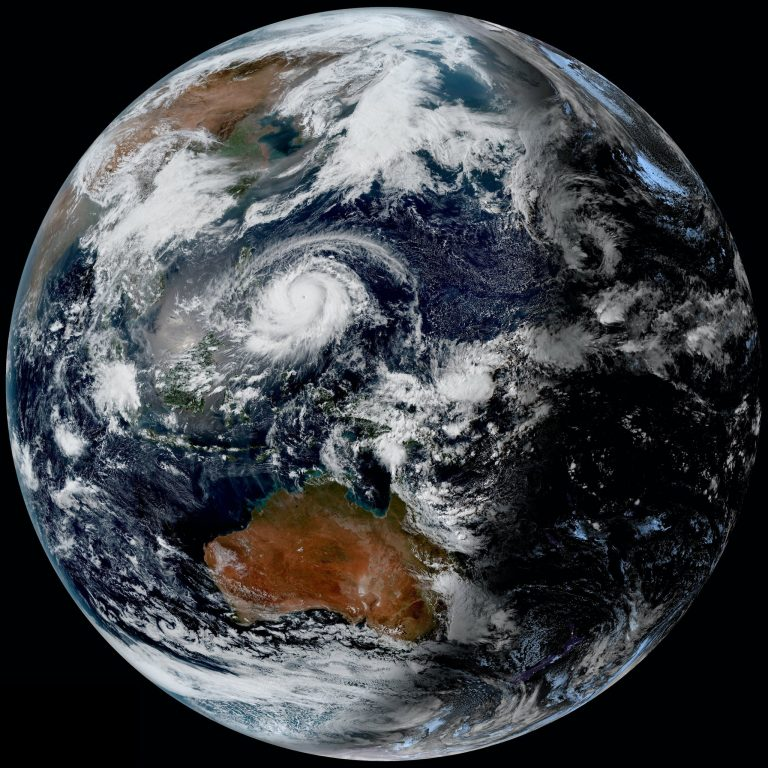
Imagem total da Terra feita pela NOAA e o tufão Surigae bem nítido

### Indonésia
A influência de Surigae causou rajadas em Sulawesi do Norte que atingiram 37km/h.
Grandes ondas de 3 a 6 m afetaram as águas costeiras de Regência das Ilhas Sitaro, Regência das Ilhas Sangihe, as Ilhas Talaud e o norte do Mar das Molucas.

### Micronésia e Palau
Devido à ameaça da tempestade, um alerta de tempestade tropical foi emitido para a ilha de Yap e o Atol de Ngulu em 14 de abril, onde, no primeiro caso, os ventos ultrapassaram os 48 km/h.  Mais tarde, isso foi modificado em outro viso de tempestade tropical para o Atol de Ngulu mais tarde naquele dia.
Chuvas pesadas localmente ocorreram em partes de Palau e Yap por vários dias.  Surigae trouxe rajadas de vento de até 80 km/h, a 90 km/h para Palau, causando quedas de energia em toda a ilha.  Grandes ondas da tempestade em desenvolvimento trouxeram inundações costeiras para Koror e Yap.  Os residentes nessas áreas foram aconselhados a evitar linhas de recife no norte e oeste, e ter cuidado nas praias devido a correntes e ondas grandes.

### Filipinas
Quando Surigae entrou na Área de Responsabilidade das Filipinas, o PAGASA começou a emitir boletins meteorológicos para a tempestade próxima.  As previsões iniciais da agência sugeriam que a tempestade era menos provável de atingir a costa de Luzon e esperava que a tempestade fizesse uma nova curva para longe das Filipinas.  Em 16 de abril, o Departamento de Transporte das Filipinas suspendeu todas as viagens aéreas e terrestres de e para Visayas e Mindanao, solicitadas pelo Escritório de Defesa Civil, enquanto Surigae se aproximava. As alturas de ondas de até 4,5 m foram previstas perto da costa leste de Visayas e Mindanao.
A fim de evitar perdas agrícolas, o secretário William Dar do Departamento de Agricultura encorajou os agricultores nas regiões de Bicol e Visayas Oriental a colherem suas safras e aos pescadores "se absterem de pescar, pois as condições podem piorar". Às 15:00 UTC, o PAGASA começou a emitir o Sinal de Vento do Ciclone Tropical nº 1 para áreas em Visayas Oriental e na Região de Caraga e em partes de Luzon seis horas depois.
Em 17 de abril, o sinal # 2 foi levantado para Catanduanes e toda a ilha de Samar. Avisos de inundação também foram emitidos pelo PAGASA para três regiões em Visayas e Mindanao. Em preparação para as chuvas intensas, a Comissão Nacional de Telecomunicações ordenou que as empresas de telecomunicações preparassem instalações nas áreas afetadas previstas, incluindo chamadas gratuitas e estações de recarga. Na suspensão de viagens que se seguiu, 632 pessoas e oito navios ficaram encalhados em portos de três províncias.  Já em 17 de abril, a evacuação preventiva começou na região de Bicol e na província de Samar.
5 pessoas foram resgatadas na costa de Baía de Pujada devido às perigosas condições do mar produzidas por Surigae. Outro barco virou durante a meia-noite a caminho da Ilha Bantayan com os dois pescadores tendo que nadar de volta à costa. A chuva forte nas faixas externas  de Surigae destruiu Visayas Oriental e a região de Bicol ao passar cerca de 345 km a leste de Catanduanes.
Uma nuvem de funil também foi relatada brevemente em Camarines Sul.
Durante esse período, Bising começou a perder força aos poucos até ser rebaixado para um ciclone extratropical em 24 de abril de 2021.
O núcleo foi totalmente expirado em 30 de abril de 2021.
Infelizmente, por causa desta tormenta, duas mortes foram relatadas: uma em Leyte do Sul e outra em Cebu. Uma terceira pessoa continua desaparecida no norte de Samar. Mais de 18 mil pessoas ficaram desabrigadas.

## Recordes
A tormenta, superou a pressão central do Tufão Maysak (2015) como a menor pressão central para o mês da história. Confira no gráfico abaixo, os 5 maiores recordes para abril:
| 1 | Tufão Surigae ou Hising                                                                     | 895 hPa (26.43 inHg) |
| 2 | Tufão Maysak (2015)                                                                         | 910 hPa (26.87 inHg) |
| 3 | Tufão Andy (1989) ou Oliver                                                                 | 920 hPa (27.16 inHg) |
| 4 | Tufão Tilda (1959), Tufão Violet (1967), Tufão Marie ou Konsing (1976), Tufão Kujira (2003) | 930 hPa (27.46 inHg) |
| 5 | Tufão Thelma (1956), Tufão Georgia (1962), Tufão Jean (1968), Tufão Sonca (2005)            | 935 hPa (27.61 inHg) |